# Philippe Dorval
Philippe Dorval fou un músic francès de mitjan segle xix.
Estudià cant en el Conservatori de París, i després fixà la seva residència a Versalles i es dedicà a l'ensenyança. En col·laboració amb la seva esposa, filla del cèlebre director d'orquestra Henri Valentino, va escriure moltes melodies vocals, no exemptes de mèrit. És autor a més, d'una obra didàctica, titulada L'art de la pronunciation appliquée au chant (Versalles, 1850).